# Prefácio (álbum)
Prefácio é o primeiro álbum do cantor Português Ricardo Azevedo. Depois de se retirar da banda EZ Special, Ricardo Azevedo, lançou-se na composição e interpretação de temas cantados em Português. Em 2007 foi lançado pela Universal Music de Portugal, o seu primeiro álbum como cantor a solo. Todas as canções foram compostas por ele. Duas canções deste álbum deram origem a singles "Pequeno T2" e "Entre o sol e a lua".

## Faixas
1. "Vs" (3:08)
2. "Entre o Sol e a Lua (3:42)
3. "1120 Dias" (3:24)
4. "Pequeno T2" (2:40)
5. "Os Meus Defeitos" (2:59)
6. "Inverno Azul" (3:44)
7. "Procuro a Salvação" (03:09)
8. "Estranha Vida (1 Palco)" (1:29)
9. "Sou o Que Sou (Nada A Dizer)" (3:01)
10. "És Tu (O Que Quero)" (3:40)
11. "A Despedida (O Fim da Desgraça) (03:15)
12. "Penso a Mil à Hora" (3:13)
13. "O Meu Mundo dos Sonhos" (3:13)

1. ↑  http://www.ricardoazevedo.com/albuns/prefacio